# Edmund Lewandowski (polityk)
Edmund Lewandowski (ur. 14 stycznia 1929 w Łojewie, zm. 21 października 2015 tamże) – polski rolnik i polityk, poseł na Sejm PRL IV i V kadencji.

## Życiorys
Syn Jana i Agnieszki. Uzyskał wykształcenie podstawowe. Prowadził indywidualne gospodarstwo rolne w rodzinnej wsi. Był radnym Gromadzkiej Rady Narodowej w Tupadłach. W 1965 i 1969 uzyskiwał mandat posła na Sejm PRL w okręgu Toruń z ramienia Polskiej Zjednoczonej Partii Robotniczej, przez dwie kadencje zasiadał w Komisji Rolnictwa i Przemysłu Spożywczego. W 1969 został członkiem Komitetu Wojewódzkiego PZPR w Bydgoszczy, a w 1975 Wojewódzkiej Komisji Kontroli Partyjnej i egzekutywy KW.